# Єрофєєв Олександр Гаврилович
Єрофєєв Олександр Гаврилович (* 2 листопада (14 листопада) 1884, Нижній Новгород — † 25 липня 1969, Горький) — український і російський диригент, педагог, театральний і громадський діяч. Фундатор Полтавського оперного театруЗаслужений артист УРСР (1935). Заслужений діяч мистецтв РРСФР..

## Життєпис
О. Єрофєєв народився у Нижньому Новгороді 2 листопада 1884 в простій незаможній сім'ї набирача-типографа та домогосподарки. У восьмирічному віці потрапляє до місцевого архієрейського хору. Згодом вступає до Нижегородського музичного училища по класу валторни, яке закінчує 1900 року. Після закінчення училища вступає до Московської консерваторії по класу тромбона. Навчання поєднував з роботою в оркестрових колективах Москви, зокрема 1902–1903 років — в оркестрі опери Сергія Зиміна.
Після закінчення консерваторії у 1904 їде працювати в Казань: викладає теорію музики у музичному училищі і грає в оркестрі місцевої опери.
З 1906 до 1911 гастролює містами Росії (Ростов, Баку, Казань, Астрахань). Зимові гастролі 1911 року О. Єрофєєв провів у Харкові. Там його запросили на гастролі у складі симфонічного оркестру Полтавського музичного училища. З 1912 починається полтавський етап його біографії. Спочатку він викладав по класу тромбону і працював артистом симфонічного оркестру у Полтавському музичному училищі. З 1916 року став диригентом симфонічного оркестру Полтавського відділення ІРМТ (Імператорське російське музичне товариство).
Після Жовтневої революції активізувалась його давня мрія студентських часів створити оперний театр. В Полтаві для цього склались всі умови. У нього був добре підготовлений симфонічний оркестр, достатній склад вокалістів, підтримка місцевих артистів, творчі зв'язки з провідними оперними колективами України. Найближчими соратниками у створенні Полтавської опери були: його дружина В. Старостинецька, режисер С. Коробов та балетмейстер Є. Яковлева. Влітку 1919 його мрія стала реальністю. Полтава отримала свій оперний театр.
1920–1925 — диригент Оперного трудового колективу Полтавського театру.
1918–1928 — диригент пересувної опери у Полтаві.
1928–1929 — диригент опери у Вінниці.
1932–1938 — головний диригент Донецької (Луганськ) опери.
1938–1954 — працює диригентом Горьковського театру опери і балету. На сцені цього театру вперше поставив «Запорожця за Дунаєм» С. Гулака-Артемовського (1940) і «Наталку Полтавку» М. Лисенка (1942).
Багато років разом з дружиною Василиною Трифонівною підтримував дружні стосунки із знаменитим співаком І. С. Козловським, про що Іван Семенович згадував у своїх статтях.. Г. С. Кузнєцова в 1964 році писала: «Козловский и по сей день с большой благодарностью вспоминает А. Г. Ерофеева… Часто из Горького на квартиру народного артиста звонят Александр Гаврилович Ерофеев и его супруга, Василиса Трифоновна».
Олександр Гаврилович помер у Горькому 25 липня 1969 року.